# Тойоаке

Тойоаке́ (яп. 豊明市, とよあけし, МФА: [tojoake ɕi̥]?) — місто в Японії, в префектурі Айті. Розташоване в центральній частині префектури.   Виникло на основі сільських поселень раннього нового часу. Отримало статус міста 1972 року. Площа становить 23,18 км². Станом на 1 серпня 2011 року населення складало 69 394  осіб, густота населення — 2990 осіб/км².  Основою економіки є сільське господарство, садівництво, харчова промисловість, автомобілебудування, комерція.  В місті розташовані місце битви при Окехадзама, руїни замку Мідзукаке. Сателіт префектурного центру Наґоя.